# Коржівка (Кременчуцький район)
Ко́ржівка —  село в Україні, у Кременчуцькому районі Полтавської області. Входить до складу Піщанська сільська громади. Населення становить 34 осіб. До 2015 року орган місцевого самоврядування — Гориславська сільська рада.

## Географія
Село Коржівка знаходиться на лівому березі річки Сухий Кагамлик, вище за течією на відстані 1,5 км розташоване село Погреби, нижче за течією примикає село Миловидівка. Поруч проходить залізниця, найближча станція Платформа 272 км.